# Henry Abramson
Henry (Hillel) Abramson (nascido em 25 de junho de 1963) é o decano do Lander College of Arts and Sciences em Flatbush, New York. Antes disso, atuou como Reitor de Assuntos Acadêmicos e Serviços Estudantis do ramo de Miami do Touro College (Touro College South). Ele é notável por seus ensinamentos sobre história judaica e judaísmo como religião.

## Biografia
Henry Abramson nasceu e cresceu em Iroquois Falls, Ontario. Obteve seu doutorado em história pela University of Toronto em 1995, estudando com o professor Paul Robert Magocsi, obtendo o primeiro PhD na história ucraniana-judaica concedido desde o estabelecimento da Cátedra de Estudos Ucranianos lá. Sua pesquisa também foi supervisionada pelo professor Michael Marrus e pelo professor Zvi Gitelman.
Abramson foi nomeado para a Sociedade Científica Shevchenko (Shevchenko Scientific Society) em 1999.
Ele foi professor assistente e depois professor associado de História/Estudos Judaicos na Florida Atlantic University de 1996 a 2006 e durante esse período ocupou cargos em várias instituições, incluindo a Universidade de Oxford, Universidade Cornell, Universidade Harvard e Universidade Hebraica de Jerusalém. Enquanto ensinava na Universidade Hebraica, ele simultaneamente assistia à aula ministrada pelo rabino Mendel Weinbach em Ohr Somayach, Jerusalém. Seus parceiros de estudo incluíam o rabino Natan Gamedze. Como Professor Associado e Acadêmico da Biblioteca Universitária de Judaica, trabalhou com a grande coleção de materiais iídiche na Biblioteca Wimberly, e nessa função fundou o Festival Kultur de Cultura Iídiche em Boca Raton.
Em 2006, Abramson mudou-se para seu cargo no Touro College South. Desde 2015, ele atua como reitor do campus Avenue J do Touro College no Brooklyn, Nova York. Desde então, ele fundou a Flatbush Society of Fellows, um programa de honra para estudantes no campus Avenue J do Touro College.
A partir de setembro de 2018, ele foi nomeado Reitor e Diretor Acadêmico do Instituto Machon L'Parnasa de Estudos Profissionais no Touro College. As responsabilidades desta posição incluem trabalhar com os arquitetos e equipes de construção da faculdade no projeto e construção de um novo campus, na revisão dos programas de graduação de associado existentes e na criação de programação acadêmica orientada para a vocação. Abramson também dá uma aula sobre o Mesillat Yesharim no Jovem Israel de Lawrence Cedarhurst,e um curso online de História Judaica para a Landers College para homens, bem como para a Lander College of Arts & Sciences. O curso online de História Judaica oferece uma extensa quantidade de artigos, vídeos e material cobrindo vários tópicos ao longo da história judaica. Incluindo tópicos como a Expulsão Espanhola, a Haskalah e o Holocausto, o curso online de História Judaica de Abramson permite que seus alunos obtenham uma visão mais profunda e uma maior compreensão de suas raízes e da história de seus ancestrais.

## Erudição
Henry Abramson é amplamente conhecido por sua erudição em história judaica ucraniana e iconografia anti-semita. Abramson também foi curador de uma exposição sobre a história da iconografia anti-semita na Flórida intitulada "The Art of Hatred".
Abramson também foi um divulgador do pensamento judaico, publicando uma cartilha do Talmud e outras obras sobre a tradição intelectual judaica. Ele também é conhecido por seu trabalho sobre o Rabbi Kalonymus Kalmish Shapiro, um rabino hassídico ativo no Gueto de Varsóvia durante o Holocausto. Em 2014, Abramson publicou "The Kabbalah of Forgiveness: The Thirteen Levels of Mercy", uma tradução de Tomer Devorah de Moisés Cordovero ("Date Palm of Devorah").
Abramson é o autor do podcast História Judaica em Daf Yomi, um projeto da Iniciativa União Ortodoxa Daf Yomi. Desde a primavera de 2019, ele grava vídeos breves discutindo aspectos históricos do programa diário de estudo do Talmud chamado Daf Yomi. O projeto geral exigirá mais de 2.700 vídeos ao longo de sete anos de pesquisa.
A pesquisa de Abramsom foi reconhecida com bolsas de prestígio do Fundo Nacional Para as Humanidades, do Museu Memorial do Holocausto dos Estados Unidos e do Social Sciences and Humanities Research Council of Canada.

## Publicações
- Abramson, Henry; Cordovero, Rabbi Moshe (2014). The Kabbalah of Forgiveness: The Thirteen Levels of Mercy In Rabbi Moshe Cordovero's Date Palm of Devorah (Tomer Devorah). [S.l.]: CreateSpace Independent Publishing Platform. ISBN 978-1500635718
- Abramson, Henry (2017). Torah from the Years of Wrath 1939-1943: The Historical Context of the Aish Kodesh. [S.l.]: CreateSpace Independent Publishing Platform. ISBN 978-1975983727
- Abramson, Henry (2018). Ukrainians and Jews in Revolutionary Times, 1917-1920: A Prayer for the Government. [S.l.]: CreateSpace Independent Publishing Platform. ISBN 978-1985852075
- Abramson, Henry (2019). The Sea of Talmud: A Brief and Personal Introduction. [S.l.]: publicação independente. ISBN 978-1670694904
- Abramson, Henry; Maimonides, Moses (2021). Maimonides on Teshuvah: The Ways of Repentance. [S.l.]: CreateSpace Independent Publishing Platform. ISBN 979-8519025690